# Сич брамінський

Сич брамінський (лат. Athene brama) — хижий птах роду сичів родини совових. Один з широко розповсюджених птахів Південної Азії, що зустрічається поблизу людського житла (навіть у великих містах). Ареал цього сича дуже великий і охоплює не тільки частину Ірану, але й Південну та Південно-Східну частину Азії, причому на всій цій території брамінський сич є досить численним і знаходиться поза межами небезпеки.
Антропогенний фактор цілком благодійно дається взнаки на поголів'я цього птаха, незважаючи на певний тиск з боку людини. Брамінський сич знаходить найкращу кормову базу поблизу людського житла, а також знаходиться у відносній безпеці від ворогів.

## Зовнішній вигляд
Брамінський сич — типовий представник роду Athene і, як і інші сичі, має відносно невеликі розміри порівняно з іншими совами . Зовні він дуже схожий на хатнього сича, з яким перетинається у ряді місць свого ареалу. Його довжина близько 20-21 см, вага 100—120 г . Довжина крила 14,3-17,1 см, хвоста 6,5-9,3 см .
Верхня частина тіла брамінського сича сіро-коричнева з білими цятками, що рідко зустрічаються на голові та верхній частині спини. Нижня частина тіла біла, із сіро-коричневими плямами. Навколо шиї та нижньої частини голови білий «комір». Навколо очей білі кола, що утворюють вигнуті «брови». На хвості поперечні білі смуги. Райдужна оболонка яскраво-жовта. Дзьоб, як правило, світлий жовто-зелений, але іноді має темніший відтінок. Цівка ніг оперена до пальців, пальці брудно-жовтого кольору з темними пазурами.
Забарвлення самця і самки однакове, але самки, як і більшість хижих птахів, виглядають дещо більшими за самців. Однак ця різниця в розмірах не завжди яскраво виражена, тому статевий диморфізм у брамінських сичів розвинений дуже слабо. У польових умовах самця від самки можна точно відрізнити лише безпосередньо під час ритуалу спарювання.
Голос брамінського сича — серія різких скреготливих двоскладових вигуків. Політ — хвилеподібний, з чергуванням серій швидких помахів крильми.

## Назва
В англійській мові птах називається spotted owlet (у буквальному перекладі «плямистий сич»), що повністю відповідає його зовнішності. Крім того, він іноді згадується як південноазійський сич.
Латинська біномінальна назва складається з родової назви Athene, що означає належність до роду сичів, і видової назви brama, присвоєної нідерландським вченим Конрадом Темінком при класифікації цього птаха в 1821 році. Сич, як типовий представник орнітофауни Південної Азії, був названий на честь одного з верховних богів індуїзму Брахми (Брами).

## Ареал та місця проживання
Брамінський сич поширений по всій Південній Азії, а саме території Індії, Пакистану, Бангладеш, Непалу, також у західній частині Південно-Східної Азії. Його немає на Шрі-Ланці, хоча в Індії його можна зустріти на березі Полкської протоки, неподалік від цього острова. Ареал цього сича також захоплює крайній південний схід Ірану та прилеглі райони Афганістану .
Типовий біотоп птиці — рідколісся і, порослі чагарником, пустки. Брамінський сич віддає перевагу відкритим місцям, у тому числі й напівпустелям і деяким ділянкам пустель, проте з наявністю дерев або скель, необхідних для гніздування. Ділянок густого лісу уникає. У горах його можна зустріти на висоті до 1400 м над рівнем моря. Часто селиться поблизу житла людини, тому в Індії та Пакистані вважається синантропним птахом. Цей сич — звичайний мешканець парків і пустирів, навіть у таких великих містах, як Делі або Калькутта. У населених пунктах його можна зустріти у великій кількості, найчастіше гніздиться в дуплах дерев. Крик цього сича — один із типових нічних звуків сільської місцевості в Індії.

## Підвиди
Фахівці виділяють 4 або 5 підвидів брамінського сича, кожен з яких поширений у певній частині ареалу:
- Abbrama (Temminck, 1821) — номінативний підвид. Ареал — південні частини Індії.
- Abindica (Frankllin, 1831) — північний схід ареалу (північна Індія, Пакистан, на схід — до індійського штату Ассам).
- Abalbida (Koelz, 1950) — південно-східний Іран, захід Пакистану.
- Abpulchra (Hume, 1873) — Південно-Східна Азія.
- Abultra (Ripley, 1948) з північно-східного Ассама, який часто поєднується з типовим.

У 1940-і роки деякі дослідники виділяли ще один підвид у Південно-Східній Азії — Ab mayri (Deignan, 1941).
Головна відмінність між підвидами полягає в загальному тлі забарвлення, який, у птахів південних популяцій, як правило, темніший. Крім того, різниця яскраво виражена в частоті та розмірі цяток на голові та інших частинах тіла.

## Спосіб життя

### Поведінка
Незважаючи на те, що брамінський сич — один з птахів Південної Азії, що найчастіше мешкає по сусідству з людьми, донедавна його біологія була майже невивченою.
Брамінські сичі живуть зазвичай парами або сімейними групами, що складаються з 3-4 особин, хоча склад цих груп визначити часом складно. Цей вид, так само як і інші сичі — це переважно нічні птахи, але їх часто можна побачити вдень. Правда в цей час, сич не їсть і взагалі малоактивний, а лише сидить в укритті (у дуплі або густому листі). Присутність сича вдень іноді можна виявити за скупченням дрібних пташок, які тривожно в'ються навколо хижака і люто нападають на нього. Саме це змушує птаха шукати укриття, хоча, в загальному, він не уникає денного світла.

### Місця гніздування
Брамінський сич — типовий дуплогніздник. Для цього вибирає різні отвори та порожнини, як природного походження (дупла, ущелини в скелях тощо), так і найрізноманітніші штучні споруди. З 41 місця гніздування, вивченого в ході одного з досліджень, 23 використовувалися тільки для висиджування яєць, решта 18 — як для висиджування, так і для сідала. Сич нерідко може користуватися матеріалами гнізд інших птахів, влаштовуючи власне. Брамінські сичі також охоче займають штучні гніздування типу шпаківень, проте ніколи не видовбують отвори або нори самостійно.
За даними, отриманими у результаті вивчення 292 гнізд сичів в індійському штаті Таміл Наду, більшість — 229 — знаходилося в дуплах дерев, 43 в людських будівлях, 12 в штучних гніздах-дуплянках і 8 у занедбаних невикористовуваних колодязях (колодязі добре підходять для гніздування сичів, оскільки в їх стінках завжди багато отворів від бамбукових кіл, які використовують для сідала). Птахи охоче гніздяться у земляних отворах урвищ та високих берегах річок, при цьому нерідко займають свіжі нори зимородків та бандикотових щурів. При цьому сичам необхідний досить великий розмір вхідного отвору, бажано 10-15 см, тому птахи не селяться в норах дрібних птахів, таких як бджолоїдка. Зі всіх порід дерев найчастіше надають перевагу фікусу бенгальському. Велика різноманітність місць, у яких знаходили гнізда, свідчить про високу адаптивну здатність цього птаха.

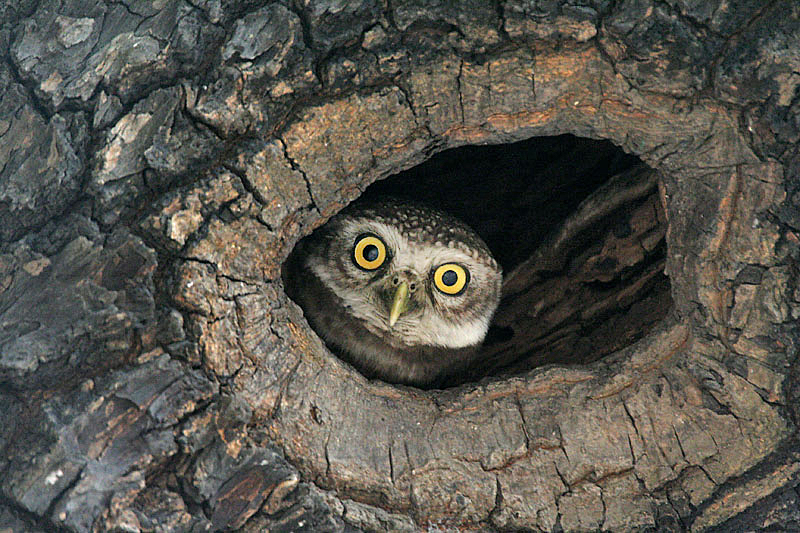
Брамінський сич у дуплі, Калькутта

Сичі займають лише ті дупла та нори, які вертикально йдуть униз. Глибина дупла може бути дуже значною — в окремих випадках відзначалися дупла, що йшли вниз від отвору до 60 см, а у разі земляної нори до 45 см. Однак це не заважає пташенятам легко дертися до отвору. У дощову пору року буває, що нори з гніздами сичів, розташовані в берегових схилах, затоплюються.
Птахи роблять в дуплі гніздо із найрізноманітнішого матеріалу, або користуються вже готовим. Зазвичай вони дуже неохайні, вони містять безліч погадок, залишків з'їдених птахом тварин — надкрила жуків, раковини молюсків, кістки дрібних звірят і ящірок і т. д. Вміст однієї невеликої шпаківні (22×22×25 см 5,6 см), яку сичі займали протягом 9 місяців, важило загалом 190 г. Серед матеріалу було дуже багато подібних органічних решток. Крім того, там було виявлено велику кількість землі, в якій, не знайшли ні хробаків, ні паразитів; проте живих комах у гнізді було чимало. Місце навколо гнізда зазвичай засмічене погадками, якими його зазвичай і виявляють орнітологи. Тим не менш, сич досить охайний (як, втім, і більшість інших сов) любить купатися, підставляючи дощу розгорнуті крила.
Сичі вилітають з дупла в сутінках, коли більшість денних птахів, що мешкають на тій же території (ворони, майни та ожерелові папуги) вже влаштовуються на ночівлю. Перед вильотом вони проводять кілька хвилин біля дупла, чистять пір'я дзьобом і розправляють крила, а потім вирушають на полювання, видаючи перед злетом характерний крик, що означає, що ця територія зайнята. Крім того, сичі, перед польотом, іноді видають і звичайний крик, більш характерний для годування.

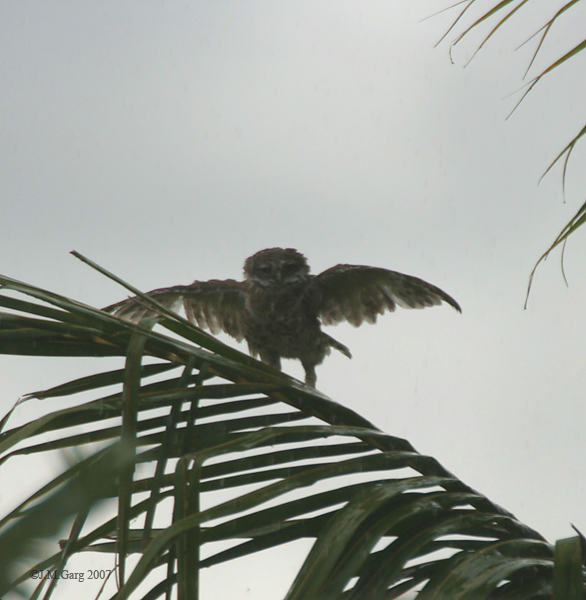
Купання сичу під дощем (Калькутта)

### Харчування
Брамінський сич — хижак, активний у темний час доби. Молоді птахи харчуються переважно комахами, дорослі — всіма дрібними, з якими можуть справитися. Так, вивчені індійськими вченими погадки одного сича, показало, що цей птах протягом короткого часу з'їв велику кількість різноманітних комах (жуків, тарганів, бабки), а також домову мишу, жабу, кажана і сліпуна. При цьому для дослідників залишилося незрозумілим, як сичу вдалося зловити кажана. Знахідки залишків жаб у гніздах сичів (в одному випадку були ідентифіковані залишки до 10 жаб) також є певною загадкою, оскільки хижаки взагалі рідко чіпають цих земноводних через отруйні шкірні залози. Крім того, більш ранні джерела 1980-х років нічого не говорили про роль жаб у харчуванні сича, лише мимохіть згадували про поїдання жаб.
Вибір кормів багато в чому залежить від місць проживання конкретної особини. У пустельних районах основу харчування становлять дрібні гризуни. Вживають в їжу також різноманітних дрібних птахів та ящірок . При цьому комахи, зазвичай, становлять дуже суттєву, часто основну частку раціону. У сичів, досліджених в районі Фейсалабада, комахи склали 47 % раціону, дрібні ссавці — 28 %, птахи 12 % і плазуни 2 %. Сич також полює на скорпіонів та молюсків. Окрім того, він нерідко харчується зеленими частинами деяких рослин (11 % у складі погадок), що, можливо, необхідно йому для кращого травлення тваринної їжі, як це буває в деяких інших сов.
Сич вистежує здобич, зазвичай, сидячи на якомусь піднесенні і оглядаючи околиці (подібна поведінка також характерна і для іншого індійського сича — лісового). У населених пунктах його улюбленим мисливським сідалом служать ліхтарні стовпи висотою 5—10 м. Згідно з пакистанськими спостереженнями, сич у середньому проводить у засідці близько 63 % часу, відведеного на полювання. Те, що птахи надають перевагу ліхтарям і прилеглих дротам пояснюється тим, що їх світло приваблює численних комах, на яких в першу чергу полюють хижаки. Помітивши здобич, сич, що чатує на піднесенні, швидко атакує на неї. Комах (тарганів, цвіркунів, коників) вони хапають як на землі, так і в повітрі, пазурами або дзьобом.

### Розмноження

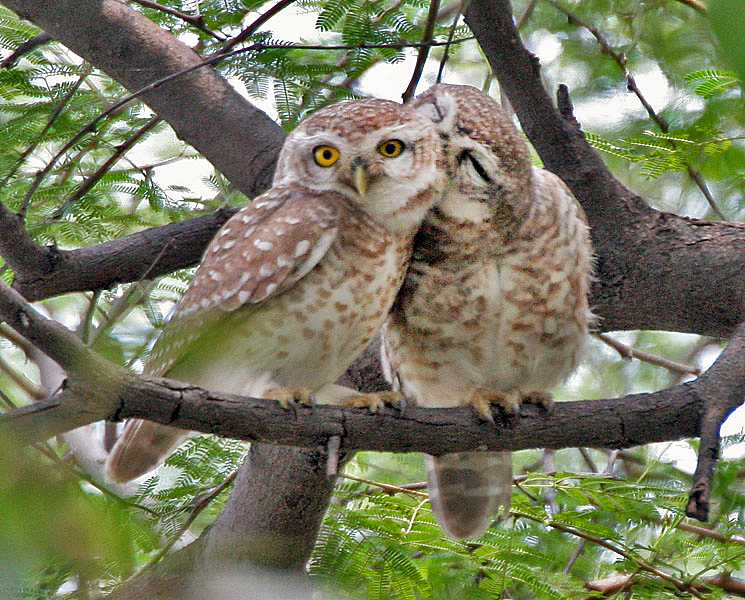
Пара сичів у період парування (національний парк Кеоладео, Індія, штат Раджастхан)

Розмноження зазвичай відбувається у лютому-квітні у північних частинах ареалу та у листопаді-березні — у південних. У період парування птиці дуже активні, часто літають навіть вдень і кричать. В ритуал залицяння входить взаємне годування, погладжування та пощипування дзьобом. Серед самок в цей період можна спостерігати імітацію парування між собою.
Самка відкладає зазвичай 3, зрідка до 5 чисто білих яєць майже круглої форми (в середньому розміром 32,2 на 27,1 мм) та вагою 11-12 г. Висиджування, мабуть, триває 28-33 дні (згідно з іншим джерелом 29-34 дні), проте це питання вимагає додаткового дослідження. В одному з випадків сичі зайняли шпаківню, в якій раніше жили майни. Сичі з'явилися в шпаківні 27 березня, а під час огляду 16 квітня в ньому були вже 2 ще сліпі пташеня і одне яйце, що тріснуло. 22 квітня вчені розкрили це яйце, виявивши в ньому пташеня, що повністю сформувалося.
Як і в більшість інших сов, самка брамінського сича починає висиджування з моменту відкладання першого яйця, що призводить до значної різниці у розмірі пташенят. Молоді птахи, що оперилися, залишаються з батьками ще близько 3 тижнів.
Виводкове гніздо сича досить легко виявити, оскільки птахи вдень сидять зазвичай зовсім недалеко від нього. Як самка, так і самець беруть участь у догляді потомства, поперемінно висиджуючи яйця.

## Популяція

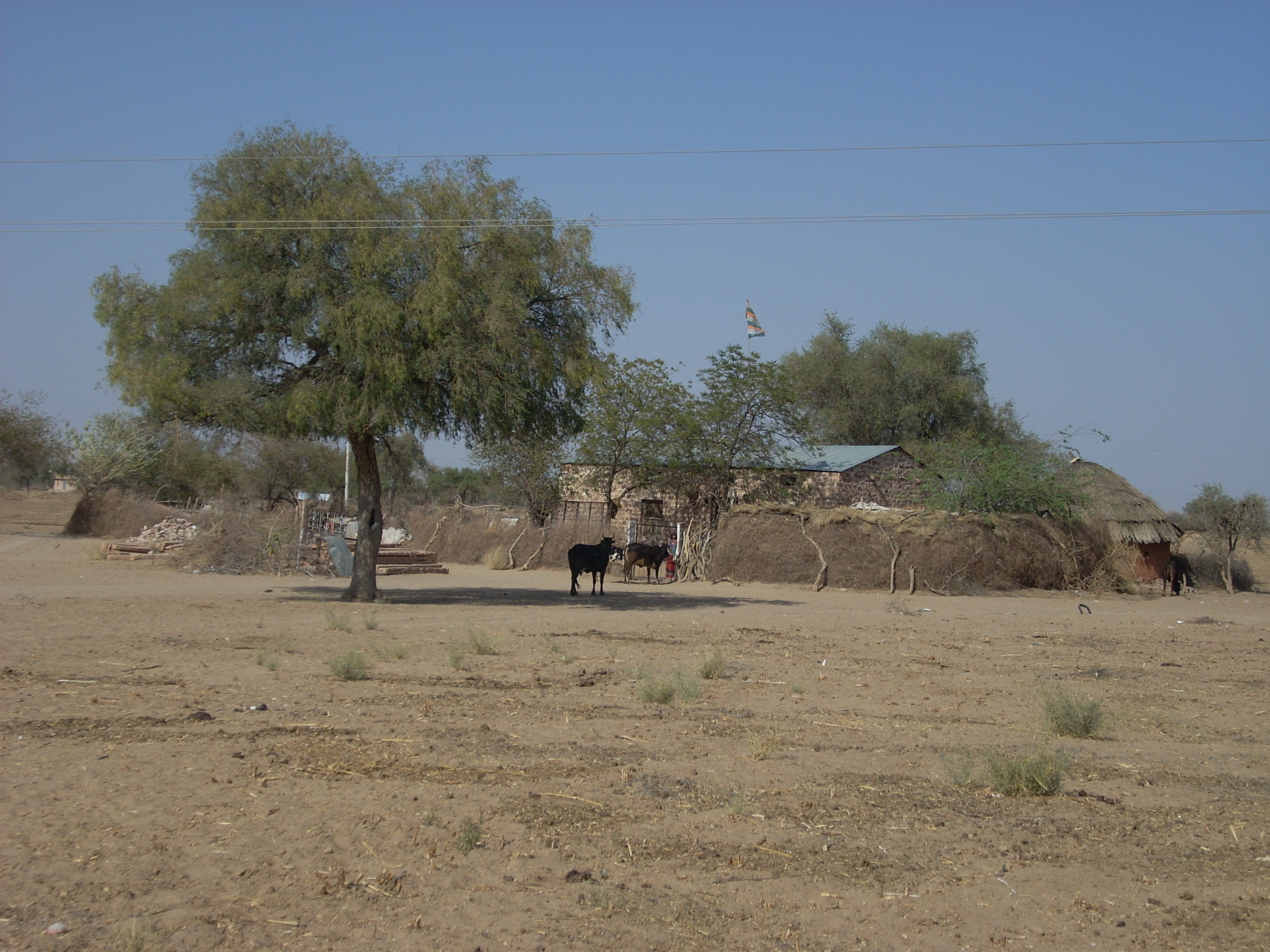
Оптимальні місця проживання брамінського сича — відкритий сільський ландшафт, з великою кількістю дерев і стовпів для сідала (село в індійському штаті Раджастхан)

### Чисельність
Брамінський сич є практично на всій території ареалу та знаходиться поза будь-якою небезпекою вимирання. У Пакистані брамінський сич — найчисленніша із сов, в Індії це найвідоміша населенню сова, а місцями (наприклад, у районі Бангалора) взагалі найбільш поширена серед нічних птахів. У природному парку Паттіка в контрольованій Пакистаном частині Кашміру, брамінські сичі становлять 0,82 % від загального поголів'я птахів.
Місцями його можна зустріти у величезній кількості у тихих, пустельних районах міст через кожні кілька десятків метрів на стовпах або деревах. У містах він, як правило, майже не боїться людини, підпускає її на близьку відстань, і часто живе недалеко від людських осель. Про поширеність сича в антропогенному біотопі говорить, наприклад, те, що з 7 шпаківень, встановлених індійськими дослідниками в містечку Лудхіяна, виявили лише два зайняті птахами, причому одна з них — брамінськими сичами.

### Природні вороги
Як для дорослих птахів, так і пташенятам (особливо для яєць) значну загрозу становлять мавпи та кішки, проте близькість гніздування до людського житла і, зокрема, проживання в будівлях, знижує небезпеку з боку багатьох природних ворогів. Це також стосується небезпеки з боку сильних і агресивних птахів (таких як блискучі ворони, що займають у Південній Азії ту саму екологічну нішу, що сіра ворона в Європі), на яку сич наражається вдень. Ворони зграями нападають на сичів і можуть забити їх до смерті, але не ризикують активно атакувати їх біля житлових будівель. Окрім того, для виводка сича є дуже небезпечні змії, яких теж рідко зустрінеш біля людини.
Сичі сильно схильні до паразитарних інвазій, від яких особливо страждають пташенята в гніздах. Це одна з найчастіших причин пташиної смертності. Не останню роль тут відіграють бруд та антисанітарія, що панують у гніздах сичів. У ході досліджень описувалися пташенята, вкриті личинками мух, які вивелися в залишках їжі, що розкладалися (чого ніколи не було зафіксовано в гніздах інших індійських птахів-дуплогніздників).

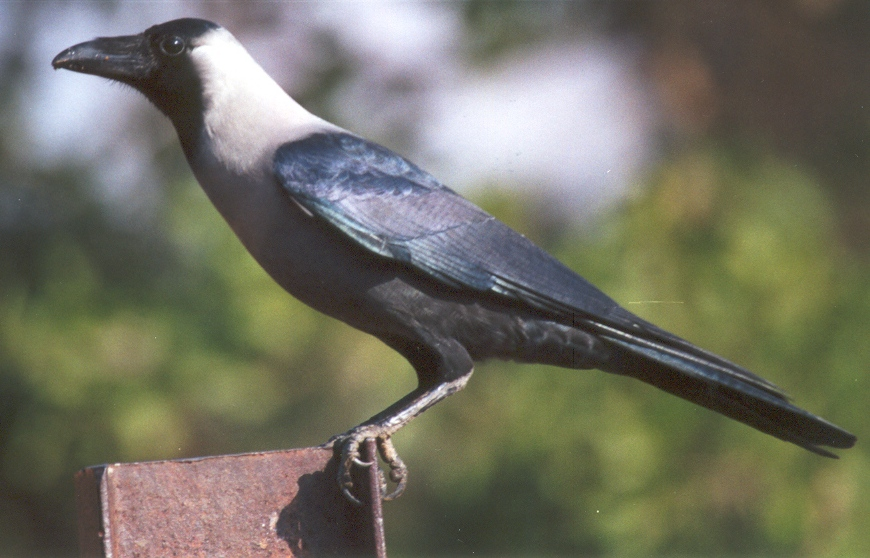
Блискучий ворон (Corvus splendens), в Індії часто званий просто вороною (house crow) — небезпечний для сича

### Загроза з боку людини
Загрозою з боку людини можна вважати насамперед вилов сичів в Індії з метою торгівлі частинами їхнього тіла для амулетів та предметів для магічних обрядів. Для цього використовують як живих сов, так і їхні черепи, пір'я, вушні пензлики, яєчні шкаралупи (зазвичай характерне чаклунам). Нелегальна торгівля совами, пов'язана із забобонами, охоплює 13-15 видів, при цьому брамінські сичі становлять більш ніж половини обороту, хоча не належать до найбільш цінних для чаклунів видів. Особливо цінуються брамінські сичі в чаклунських обрядах різних споконвічних племен та народів Індії, наприклад гондів та мунда. Пік торгівлі брамінськими сичами припадає на час великих північно індійських свят дивалі та холі. Крім того, бувають випадки, коли люди вбивають сичів із забобонного страху.
Не настільки явний, проте серйозний негативний вплив робить забудова пустирів і загалом облаштування міських ландшафтів країн регіону, у зв'язку з чим його можна зустріти в густо забудованій частині населених пунктів. Негативну роль відіграє вирубування великих дуплистих дерев, особливо порід, улюблених сичами, а також зведення невеликих ділянок лісу, що залишаються в сільськогосподарських угіддях. У зв'язку з цим лунають заклики зберігати такі лісові ділянки.
Проте, антропогенний чинник мало позначається на чисельності сича, а часто, навпаки, сприятливо впливає на неї. Сичі навіть охоче гніздяться поблизу житлових кварталів, тому що там зазвичай більше мишоподібних гризунів та комах. Частка гризунів у раціоні сичів, що живуть у населених пунктах, значно вища, ніж у тих — що далеко. В загальному, щільно заселену індійську сільську місцевість слід вважати найбільш відповідним біотопом брамінського сича, що поєднує основні необхідні для його успішного існування фактори — відмінна кормова база (велика кількість мишей та комах), безліч зручних місць для гніздування, відсутність ворогів, а також джерела світла, що приваблюють комах. Виживання пташенят у сичів поблизу людини з цих причин підвищується приблизно в півтора рази.

### Брамінський сич у культурі
У багатьох районах Індії, Пакистану і Бангладеш образ брамінського сича вважається негативним — цей птах асоціюється з поганою прикметою. У мовах хінді та урду досить поширена лайка «син сови» (урду الو کا پٹھا гінді उललू का पठा), яке в англійській транскрипції передається як ullu ka patha), причому, в даному випадку мають на увазі саме брамінського сича (урду الو гінді उललू), мабуть, як найвідомішу населенню сову.

## Фотогалерея

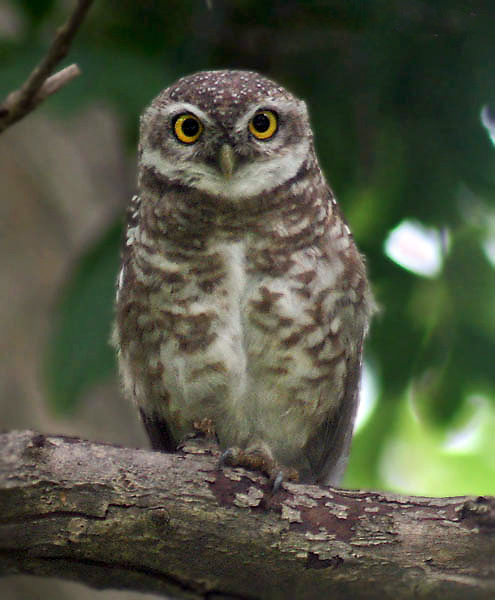
Брамінський сич, Калькутта
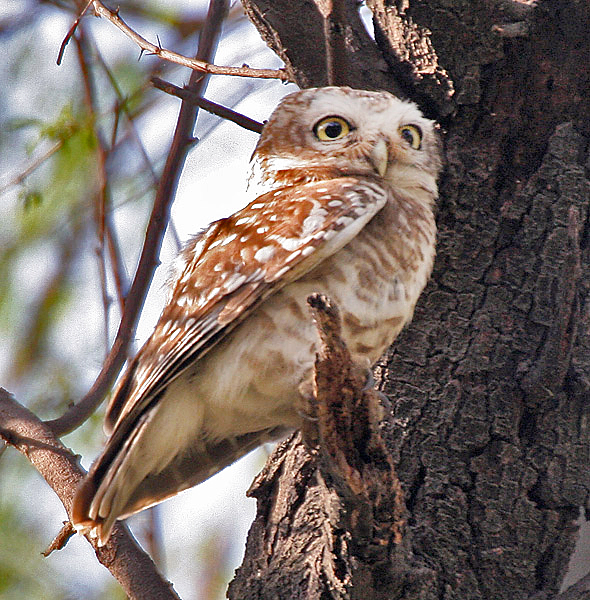
Сич у Бхаратпурі (Індія, штат Раджастхан)
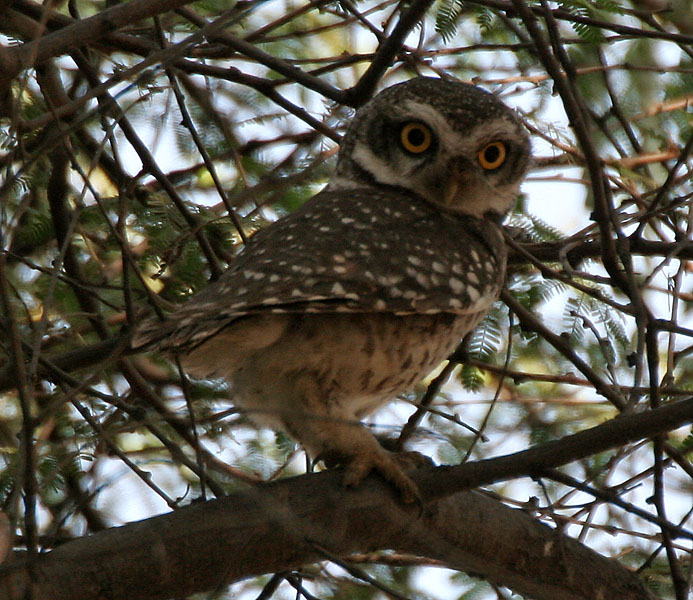
Сич у районі Хайдарабаду (Індія)
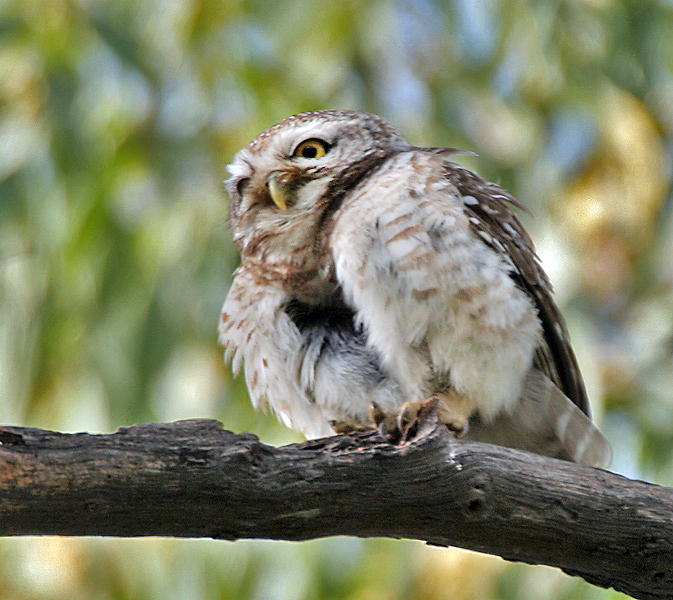
Сич, що чистить пір'я (заповідник Кеоладео)